# 天主教恰布瓦教区
天主教恰布瓦教區 （拉丁語：Dioecesis Jhabuensis）是羅馬天主教的一個教區，包括印度中央邦西部五縣，受天主教博帕爾總教區管轄。
教區成立於2002年3月25日升為教區。2006年有教友32,202名，佔轄區總人口的0.8%。由52名司鐸名管理29個堂區。目前教區主教席位處於出缺狀態。